# 月宫街道
月宫街道，是中华人民共和国吉林省延边朝鲜族自治州图们市下辖的一个乡镇级行政单位。

## 行政区划
月宫街道下辖以下地区：
富裕社区、富民社区、富强社区和富华社区。